# Desfontainia spinosa
D. spinosa ('Chilean holly', trad. livre: Azevinho Chileno), é uma planta nativa das florestas tropicais e terrenos montanhosos na região sul da América Central e América do Sul, se estendendo da Costa Rica a norte, até às ilhas da Terra do Fogo (Chile e a Argentina) no extremo sul, estando presente no Panamá, Colômbia, Venezuela, Peru, Bolivia e Equador.
Usos incluem medicinal, alucinógeno, um corante natural, além do seu ornamental como sempre-viva. Durante o cultivo, ela crescerá vagarosamente (de 10 a 20 anos) cerca de 2,5 metros de largura e altura, porém, na natureza, ela pode desenvolver o formato de uma árvore, atingindo os 4 metros.

## Usos
A Desfontainia spinosa foi duas vezes comprovada como alucinógeno etno-botânico da Colômbia por Richard Evans Schultes: a primeira vez em 1942 a partir do "Paramo de Tambillo" e a segunda do "Paramo de San Antonio" em 1953.
Xamãs do Sibundoy na Colômbia fazem um chá das folhas 'quando querem sonhar' ou 'ter visões e diagnosticar doenças'. Um relatório afirma que o chá é tão poderoso que faz com que os xamãs enlouqueçam. Ele não é usado com freqüência, em parte por causa de sua potência, em parte porque a planta em si não é cultivada e devem ser coletadas da natureza selvagem da remota paramos  [carece de fontes?]. O nome do colombiano da Desfontainia Spinosa é 'Borrachero de Paramo'.
Uma variedade conhecida como Hookeri da 'Desfontainia spinosa' foi classificada como narcótico e é utilizada pelos povos Mapuche do Chile, segundo Carlos Mariani Ramirez, que também equipara a amargura da planta ao de genciana e mencionava seu uso como um corante amarelo 